# Kölsjön, Småland
Kölsjön är en sjö i Hylte kommun i Småland och ingår i Fylleåns huvudavrinningsområde. Sjön har en area på 0,151 kvadratkilometer och ligger 160,1 meter över havet.

## Delavrinningsområde
Kölsjön ingår i det delavrinningsområde (629961-134195) som SMHI kallar för Ovan Skifteboån. Medelhöjden är 155 meter över havet och ytan är 30,56 kvadratkilometer. Räknas de 16 avrinningsområdena uppströms in blir den ackumulerade arean 106,67 kvadratkilometer. Avrinningsområdets utflöde Fylleån mynnar i havet. Avrinningsområdet består mestadels av skog (72 procent) och sankmarker (15 procent). Avrinningsområdet har 0,16 kvadratkilometer vattenytor vilket ger det en sjöprocent på 0,5 procent.